# Gymnothorax javanicus
Gymnothorax javanicus je jeguljka iz porodice murinki (Muraenidae). Raširena je po Indopacifiku u Crvenom moru i uz istočnu Afriku pa do Markižanskog otočja i atola Oeno, sjeverno do otočja Ryukyu i Havaja, i južno do Nove Kaledonije i otočja Tuha'a Pae. Naraste do 300 cm, a može težiti 30 kg. Ima je na dubinama do 50 metara.
Grabežljivac je koji se hrani drugom ribom i račićima. Klasificirao ju je Pieter Bleeker 1859. godine.

## Vanjske poveznice
|  | Zajednički poslužitelj ima još gradiva o temi Gymnothorax javanicus |
|  | Wikivrste imaju podatke o taksonu Gymnothorax javanicus             |